# Maungawhau / Mount Eden
Maungawhau / Mount Eden (Māori: Maungawhau, „Berg des Whau-Baumes“) ist der Name eines Schlackenkegels in Auckland City auf der Nordinsel Neuseelands. Der Berg befindet sich etwa fünf Kilometer südlich des Stadtzentrums und ist vom Vorort Mount Eden umgeben. Der Berg ist die höchste natürliche Erhebung von Auckland. Er erhielt seinen englischen Namen zu Ehren von George Eden, 1. Earl of Auckland.

## Geographie
Der Maungawhau / Mount Eden ist ein zum Auckland Volcanic Field gehörender ruhender Vulkan, in dessen 196 Meter hohem Gipfel sich ein 50 Meter tiefer, grasbewachsener Krater befindet. Der Berg besteht aus drei in einer Reihe angeordneten Einzelkratern, die ihm eine ovale Form geben.
Der letzte Ausbruch des Vulkans erfolgte vor 28.000 Jahren aus zwei Kratern, wobei die letzten Eruptionen des südlichen Kraters den nördlichen Krater auffüllten. Basaltische Lava der Krater bedeckte eine Fläche von 5,6 km². Insgesamt wurden 162 Millionen Kubikmeter Lava ausgestoßen. Diese bilden besonders in Richtung auf den Kyber-Pass und Newmarket stärkere Ablagerungen.
Da das gesamte Vulkanfeld vorwiegend aus durch Einzelereignissen entstandenen Vulkanen besteht, wird ein neuer Ausbruch für wenig wahrscheinlich gehalten. Der Berg ist wegen seiner archäologischen und geologischen Bedeutung von der Stadt nach dem Auckland City Isthmus District Plan unter Schutz gestellt.

## Geschichte
Vor der Ankunft der Europäer wurde der Maungawhau / Mount Eden seit etwa 800 Jahren von mehreren Iwi der Māori bewohnt und als Pā (befestigte Siedlung) genutzt. Der Berg war eines der wichtigsten Siedlungszentren der Māori im Raum Auckland. Die Besiedelung endete 1700, als die Waiohua die Tamaki besiegten. Erdwälle und -terrassen und Überreste von Wohnplätzen und Vorratsgruben aus dieser Zeit sind auch heute sichtbar. Die Māori sahen im Krater die Essschüssel des Gottes Mataahou (Te Ipu a Mataahou).
1840 war der Gipfel einer der drei Punkte, die das für Auckland erworbene Land markierten. Auf dem Gipfel befindet sich noch heute ein Trigonometrischer Punkt.
Am Berg wurden ab 1877 Wasserreservoirs angelegt. Das Niederschlagswasser versickert in dem porösen Vulkangestein des Berges rasch und kommt bei Western Springs als See zu Tage. zwischen 1877 und 1910 war dieser einer der ersten öffentlichen Auckländer Wasserspeicher.
Die Lavaströme des Maungawhau / Mount Eden wurden in mehreren Steinbrüchen abgebaut, von denen der letzte 1928 schloss. Darunter sind die Brüche, die unterhalb der Auckland Grammar School liegen. Das Material für die meisten Bordsteinkanten der Auckländer Straßen stammt von hier, ebenfalls der für den Bau einiger älterer Gebäude verwendete Stein.
Ab den 1950er Jahren wurde der Gipfel vom New Zealand Post Office für UKW-Funk genutzt. Es existierten zwei mehrere hundert Meter voneinander entfernte Gebäude mit einer eigenen Antennenfarm. In einem der Gebäude befand sich der Sender, im Anderen der Empfänger. In den 1960er Jahren war die Anlage in der Woche mit Wartungspersonal besetzt. Sie wurde vorwiegend für Taxifunk und andere Unternehmen, die Kommunikation zu Fahrzeugen benötigen, verwendet.
Der Maungawhau / Mount Eden ist über die schmale Puhi Huia Road erschlossen, und es gibt einen Parkplatz in der Nähe des Gipfels. Die Straße ist aber seit 2011 für Busse und seit 2016 auch für den restlichen motorisierten Verkehr gesperrt, um die archäologischen Stätten auf dem Berg zu schützen und seine spirituelle Bedeutung für die Māori zu respektieren.

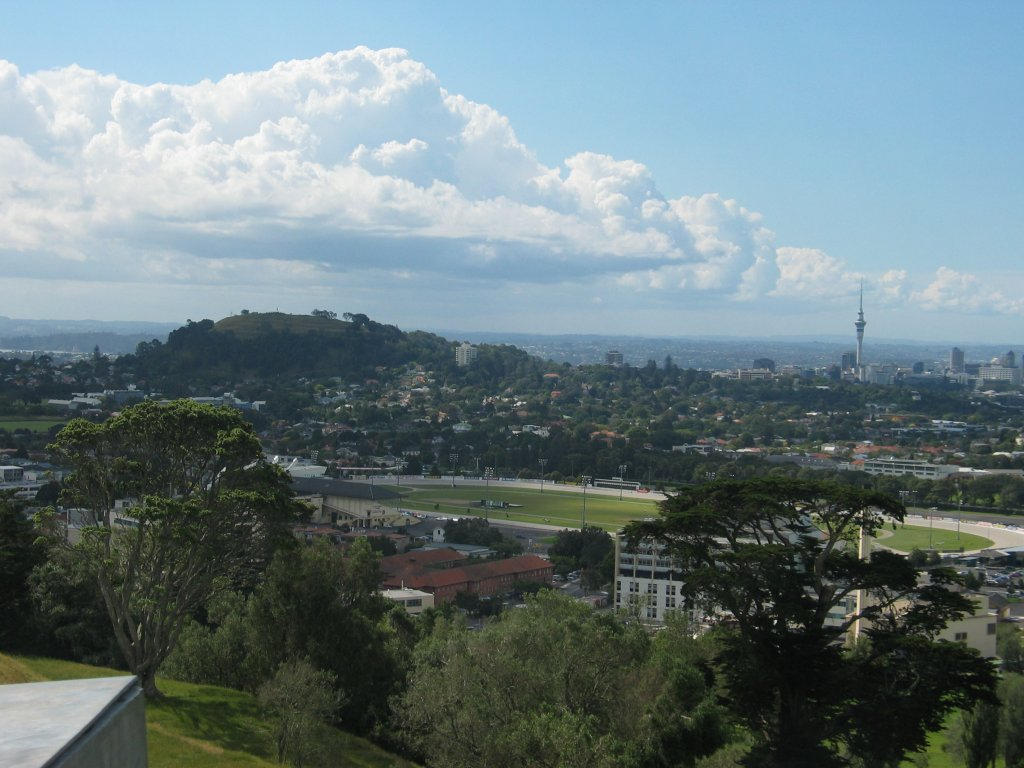
Maungawhau / Mount Eden (links), hinter Alexandra Park vom Maungakiekie / One Tree Hill aus aufgenommen
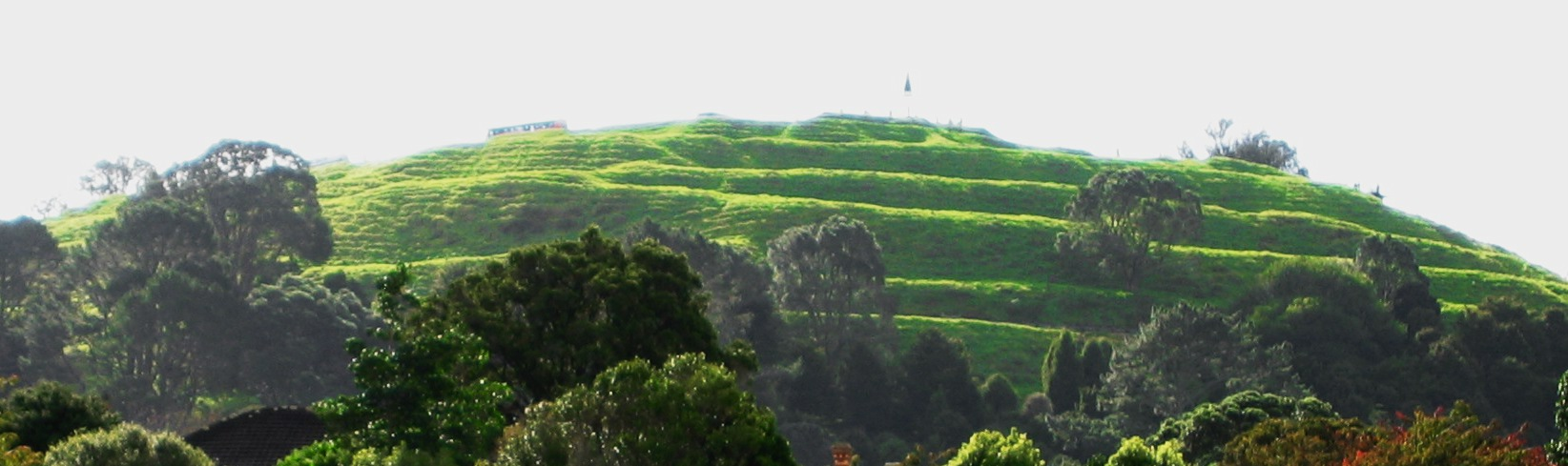
Terrassen am Südhang des Maungawhau / Mount Eden
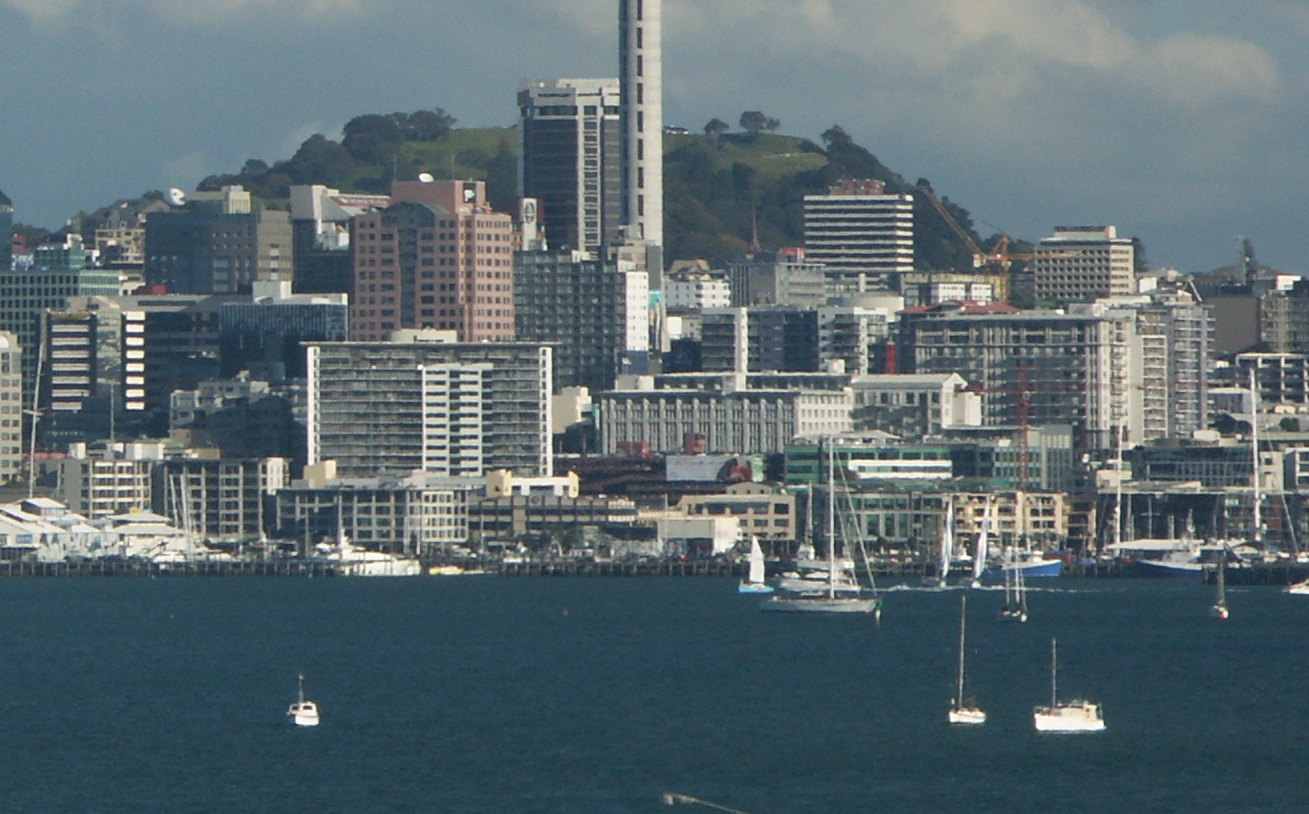
Maungawhau / Mount Eden hinter dem Stadtzentrum, Blick von Northcote.
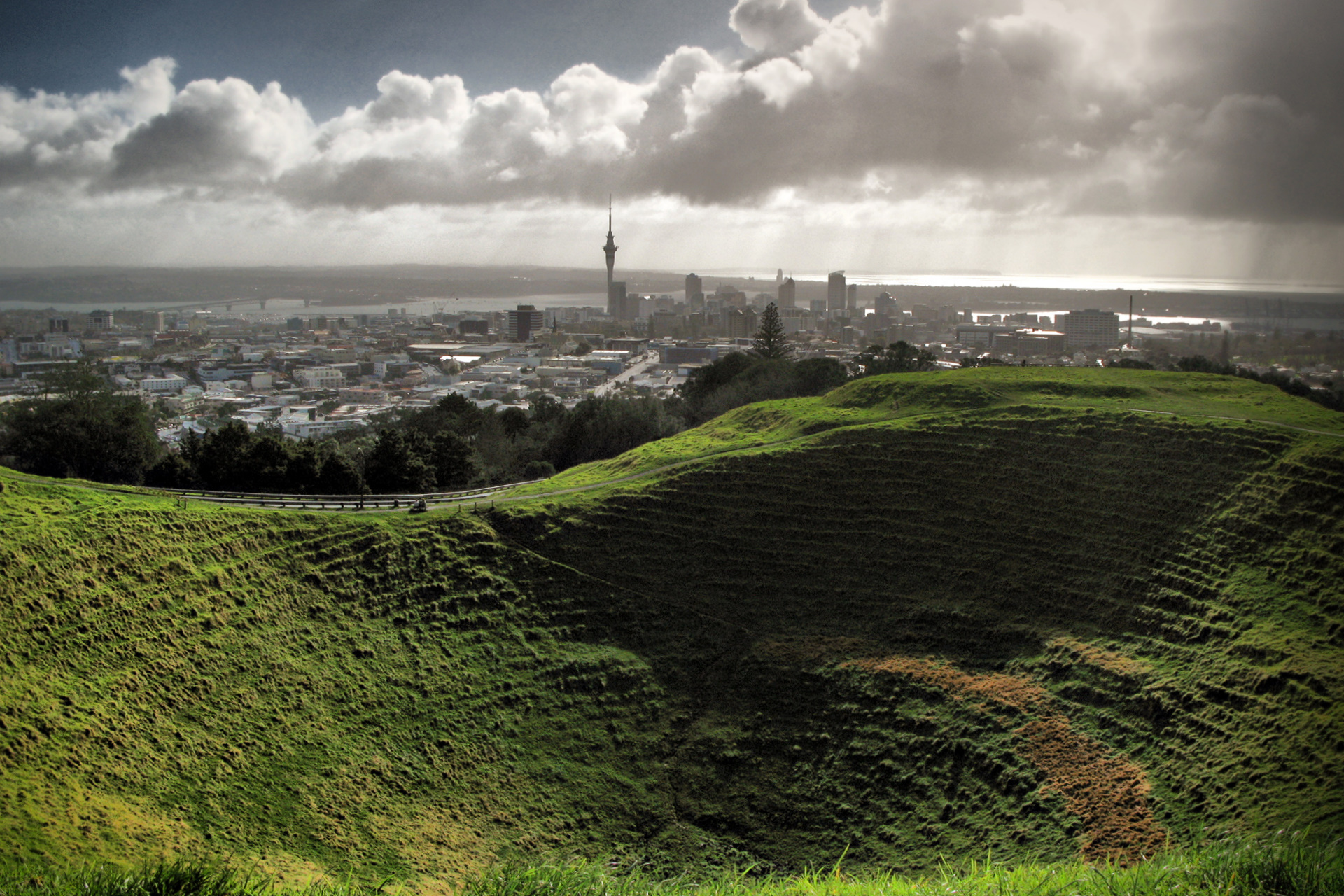
Krater des Maungawhau / Mount Eden